# Groundhopping

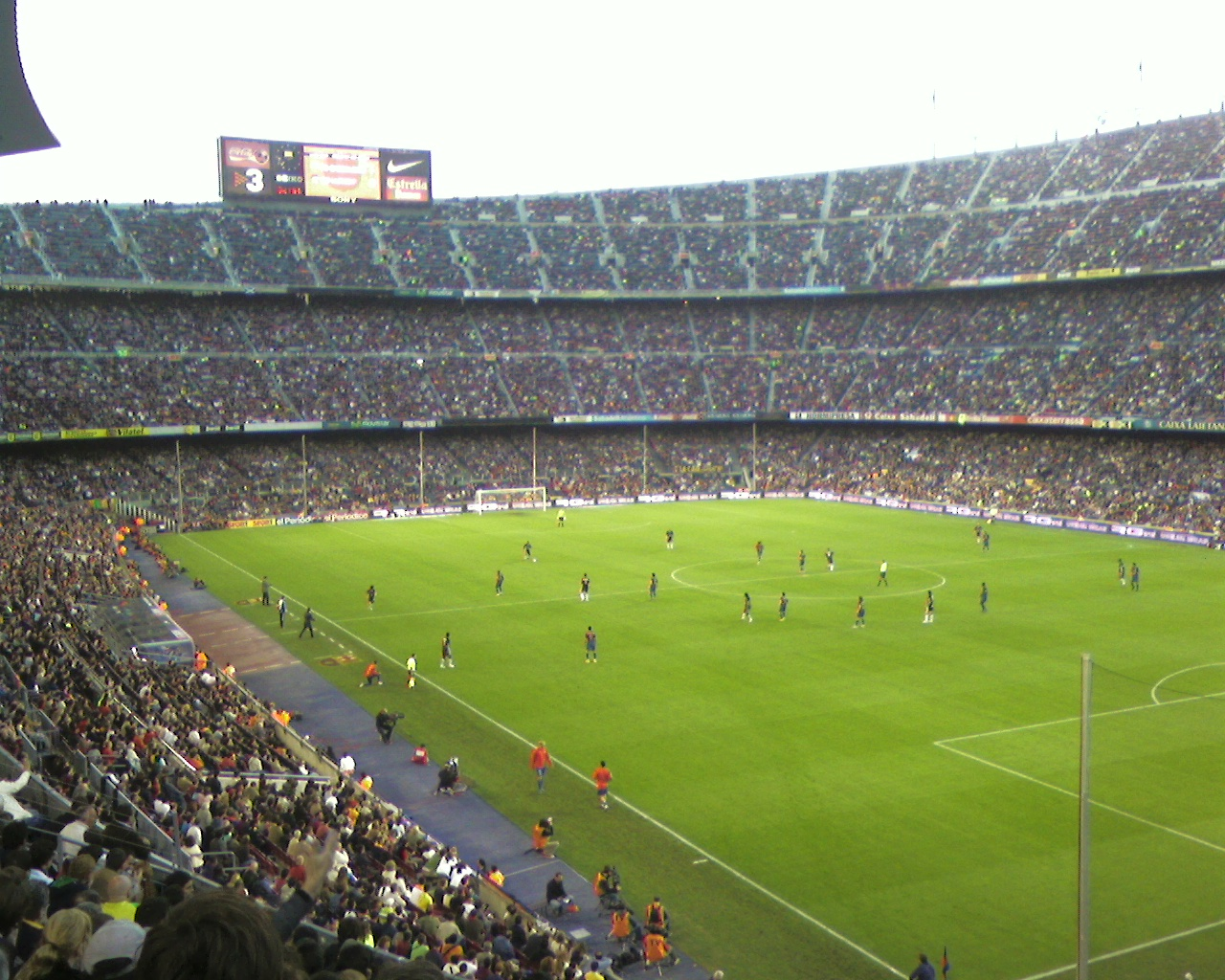
Camp Nou, stadion klubu FC Barcelona

Groundhopping – hobby polegające na oglądaniu meczów piłkarskich na jak największej ilości stadionów i boisk. Termin może dotyczyć też innych dyscyplin sportowych.
Nazwa groundhopping to połączenie angielskich słów ground (boisko) i hop (skakać). W Polsce wykorzystywana jest też nazwa turystyka stadionowa. Groundhopping został zapoczątkowany prawdopodobnie w latach 70. XX wieku w Anglii. Dziś hobby jest popularne w Wielkiej Brytanii, Niemczech, Holandii i Belgii. Uczestnicy, nazywani groundhopperami, podróżują odwiedzając mecze na wszystkich poziomach – od rozgrywek najważniejszych po amatorskie.
Uczestnicy hobby nie stanowią zwartej grupy, dlatego trudno mówić o jednolitych zasadach. Do najpopularniejszych formalnych groundhopperskich organizacji należy angielski The 92 Club zrzeszający osoby, które uczestniczyły w meczach na 92 stadionach czterech zawodowych lig w Anglii.
Z groundhoppingiem powiązany jest groundspotting, czyli zwiedzanie stadionów w czasie, gdy nie są na nich rozgrywane mecze.